# Comuna Șciurivți, Izeaslav
Șciurivți (în ucraineană Щурівці) este o comună în raionul Izeaslav, regiunea Hmelnîțkîi, Ucraina, formată din satele Pidlisți, Șciurivciîkî, Șciurivți (reședința) și Zabrid.

## Demografie
Componența lingvistică a comunei Șciurivți
     Ucraineană (99,25%)
     Alte limbi (0,66%)
Conform recensământului din 2001, majoritatea populației comunei Șciurivți era vorbitoare de ucraineană (99,25%), existând în minoritate și vorbitori de alte limbi.